# Kurixalus verrucosus
Kurixalus verrucosus là một loài ếch trong họ Rhacophoridae. Chúng được tìm thấy ở Lào, Myanmar, Thái Lan, Việt Nam, có thể cả Campuchia, và có thể cả Trung Quốc.
Các môi trường sống tự nhiên của chúng là các khu rừng ẩm ướt đất thấp nhiệt đới hoặc cận nhiệt đới, các khu rừng vùng núi ẩm nhiệt đới hoặc cận nhiệt đới, sông, và sông có nước theo mùa. Loài này đang bị đe dọa do mất môi trường sống.